# Nicholas Liverpool

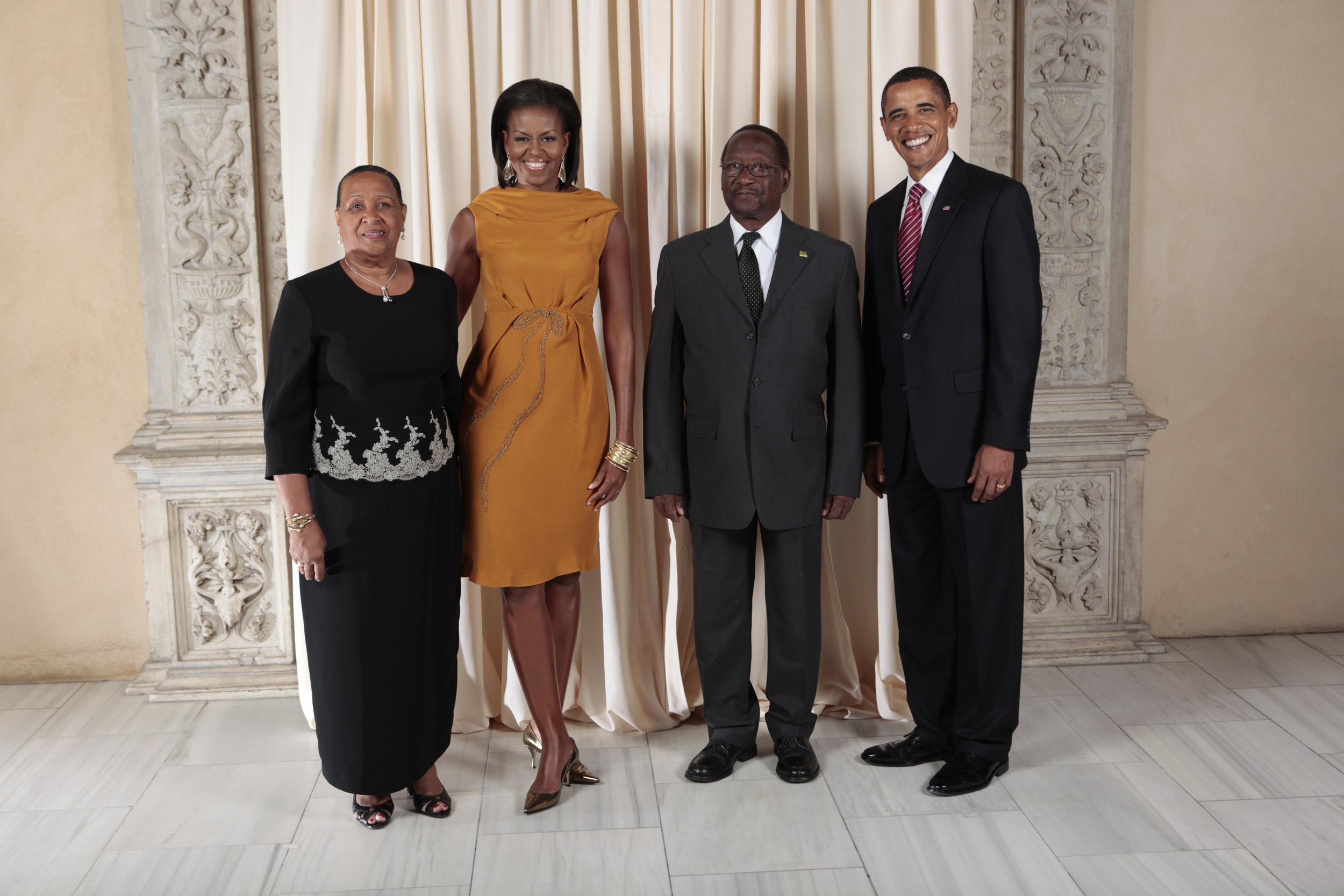
Liverpool op bezoek bij Obama

Nicholas Joseph Orville Liverpool (Grand Bay, 9 september 1934 – Miami, 1 juni 2015) was vanaf 2 oktober 2003 tot 2012 de zesde president van Dominica. 
Liverpool studeerde eerst aan de Universiteit van Hull. In 1960 behaalde hij daar een LL.B diploma. In 1965 behaalde hij een Ph.D aan de Universiteit van Sheffield. Tussen 1998 en 2001 was hij ambassadeur in de Verenigde Staten. In 2003 volgde Liverpool Vernon Shaw op als president van zijn land. Hij overleed in Florida op 80-jarige leeftijd, waar hij medische behandeling kreeg. 